# Casa & Video
Casa & Vídeo é uma rede de loja de departamentos, fundada no Rio de Janeiro em 1988 e líder em vendas no varejo fluminense, nos setores de utilidades domésticas, ferramentas, climatização e eletroportáteis. Em 2008, quando contava com setenta lojas, envolveu-se em uma crise financeira após a prisão de executivos e apreensão de mercadorias pela Receita Federal com o auxílio da Polícia Federal. A rede então teve seus bens e obrigações alienados judicialmente.
Reiniciou suas operações em 2009, como parte de um plano de recuperação judicial.
Em julho de 2019, a Casa & Vídeo atingiu o marco de cem lojas, reforçando o seu plano de expansão. Em maio de 2024, a empresa se encontra  presente no Rio de Janeiro, Espirito Santo, São Paulo  e em Minas Gerais, com um total de 223 lojas.
Em 2022, anunciou fusão com a rede Le Biscuit, com planos de faturamento superior a R$ 3 bilhões ao ano, uma possível abertura de capital na B3, além de mais de cinco mil colaboradores e 400 lojas espalhadas pelas regiões Sudeste, Norte, Nordeste e Centro-Oeste. A transação ainda depende da aprovação do CADE.